# 瓢箪塚古墳 (海老名市)
瓢箪塚古墳（ひさごづかこふん、瓢箪山古墳/上浜田7号墳）は、神奈川県海老名市国分南にある古墳。形状は前方後円墳。上浜田古墳群を構成する古墳の1つ。海老名市指定史跡に指定されている。

## 概要
神奈川県中央部、座間丘陵頂部の相模川と両岸平野を見下ろす位置に築造された古墳である。丘陵上では前方後円墳（本古墳のみ）・円墳・方墳の計7基が分布しており、上浜田古墳群を形成する。1996年（平成8年）に発掘調査が実施されている。
墳形は前方後円形で、前方部を南方向に向けるが、前方部前端は現在までに失われている。墳丘長は推定80メートル程度を測り、海老名市内では最大規模になる。また墳丘外表では埴輪片が検出されている。埋葬施設は未調査のため明らかでない。
この瓢箪塚古墳は、古墳時代中期初頭の4世紀末葉-5世紀初頭頃の築造と推定される。出土埴輪は神奈川県内において最古級に位置づけられ、一帯における初期の有力古墳として重要視される古墳である。
古墳域は1998年（平成10年）に海老名市指定史跡に指定された。現在はひさご塚公園内で保存されている。

## 遺跡歴
- 1910年（明治43年）、『神社名勝古蹟誌』に記述[2]。
- 1919年（大正8年）、海老名村（当時）により村有地化[2]。
- 1996年（平成8年）、発掘調査（海老名市遺跡調査会、1997年に報告書刊行）[2]。
- 1998年（平成10年）8月28日、海老名市指定史跡に指定[1]。

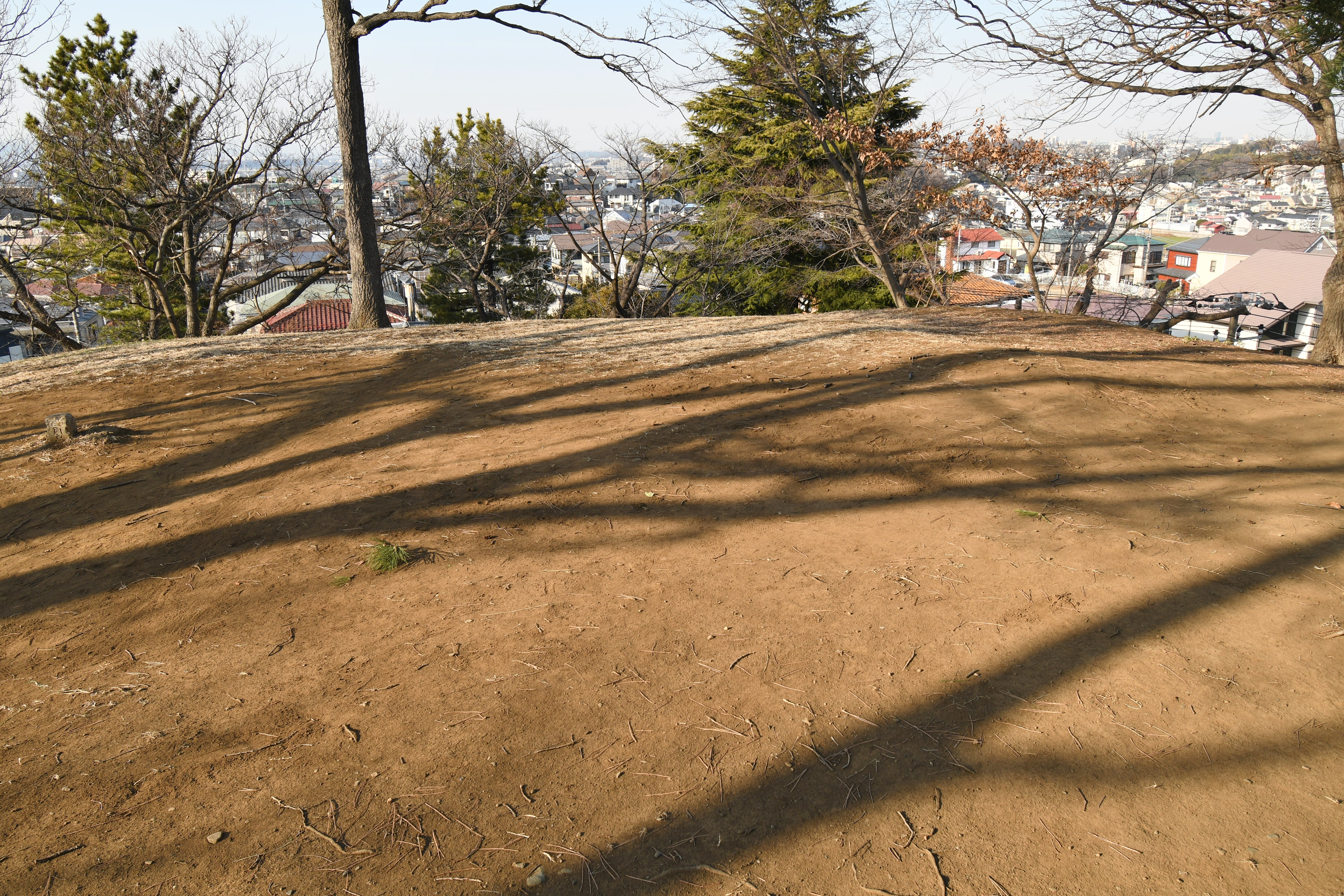
後円部墳頂
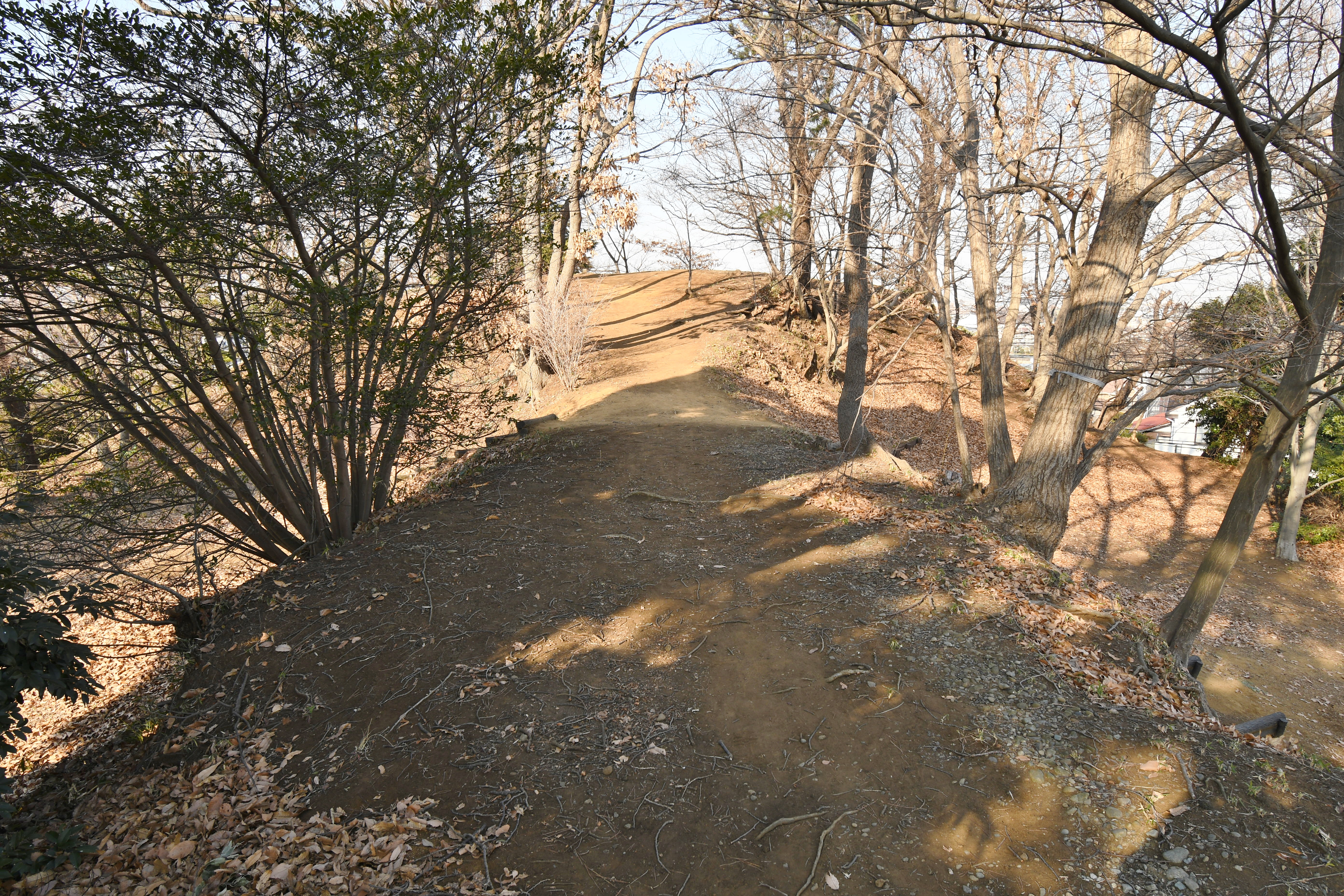
前方部から後円部を望む
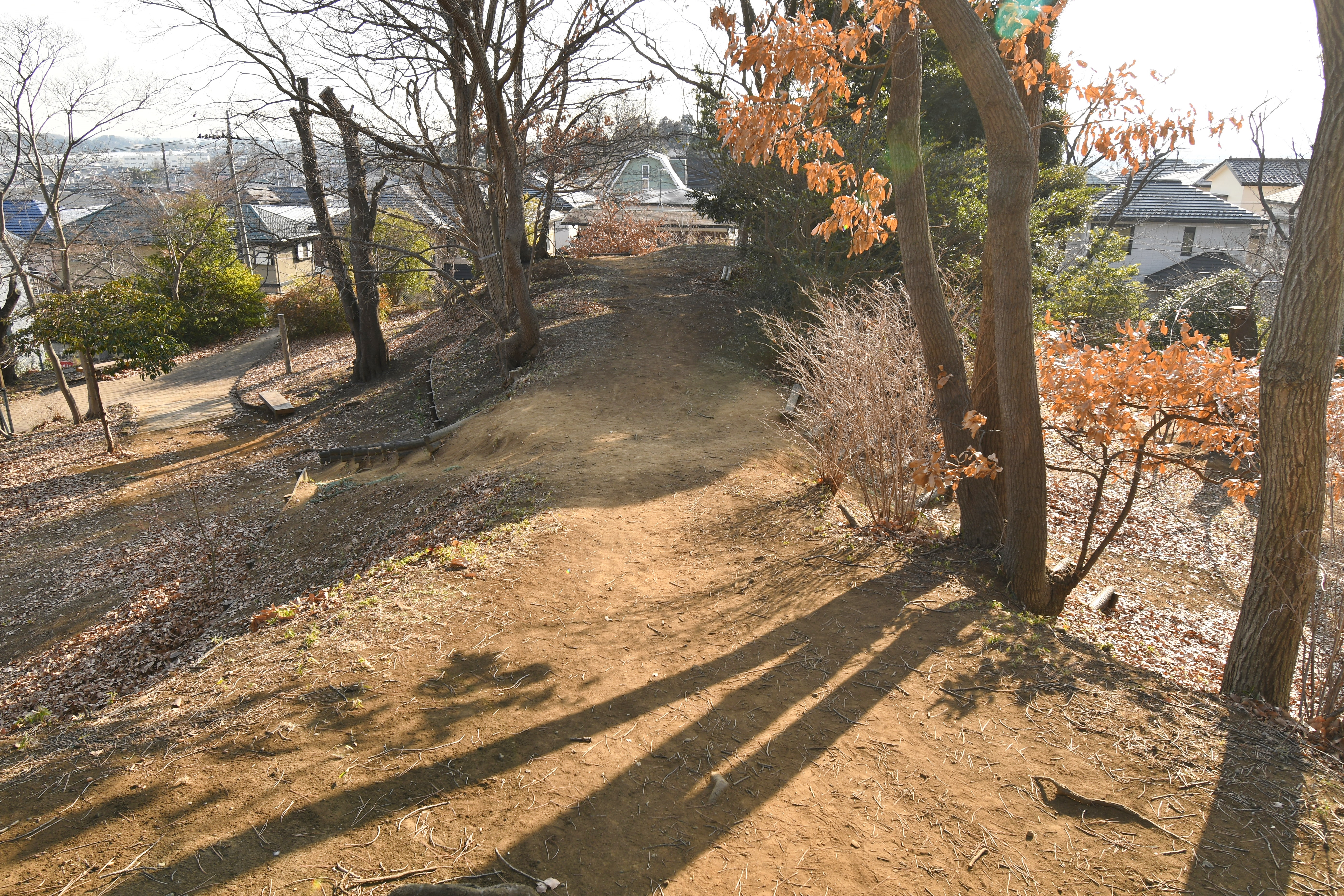
後円部から前方部を望む
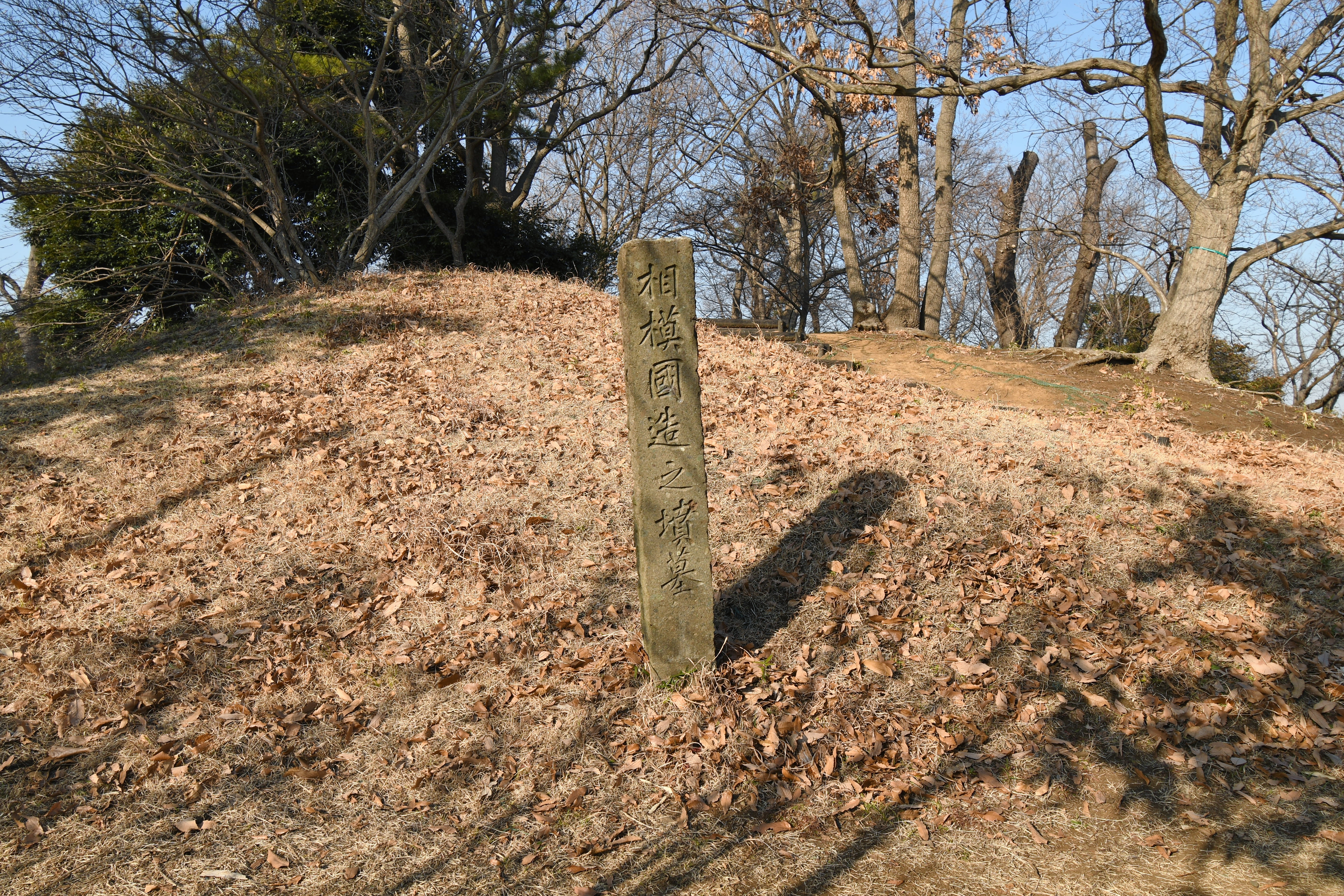
前方部正面の相模國造之墳墓碑

## 文化財

### 海老名市指定文化財
- 史跡
  - 瓢箪塚古墳 - 1998年（平成10年）8月28日指定[1]。

## 関連施設
- 海老名市温故館（海老名市立郷土資料館）（海老名市国分南） - 瓢箪塚古墳出土埴輪・上浜田2号墳出土品を展示。

## 関連文献
（記事執筆に使用していない関連文献）
- 『瓢箪塚古墳 上浜田古墳群第7号墳 発掘調査報告書』海老名市遺跡調査会、1997年。